# Governatori romani della Gallia Cisalpina

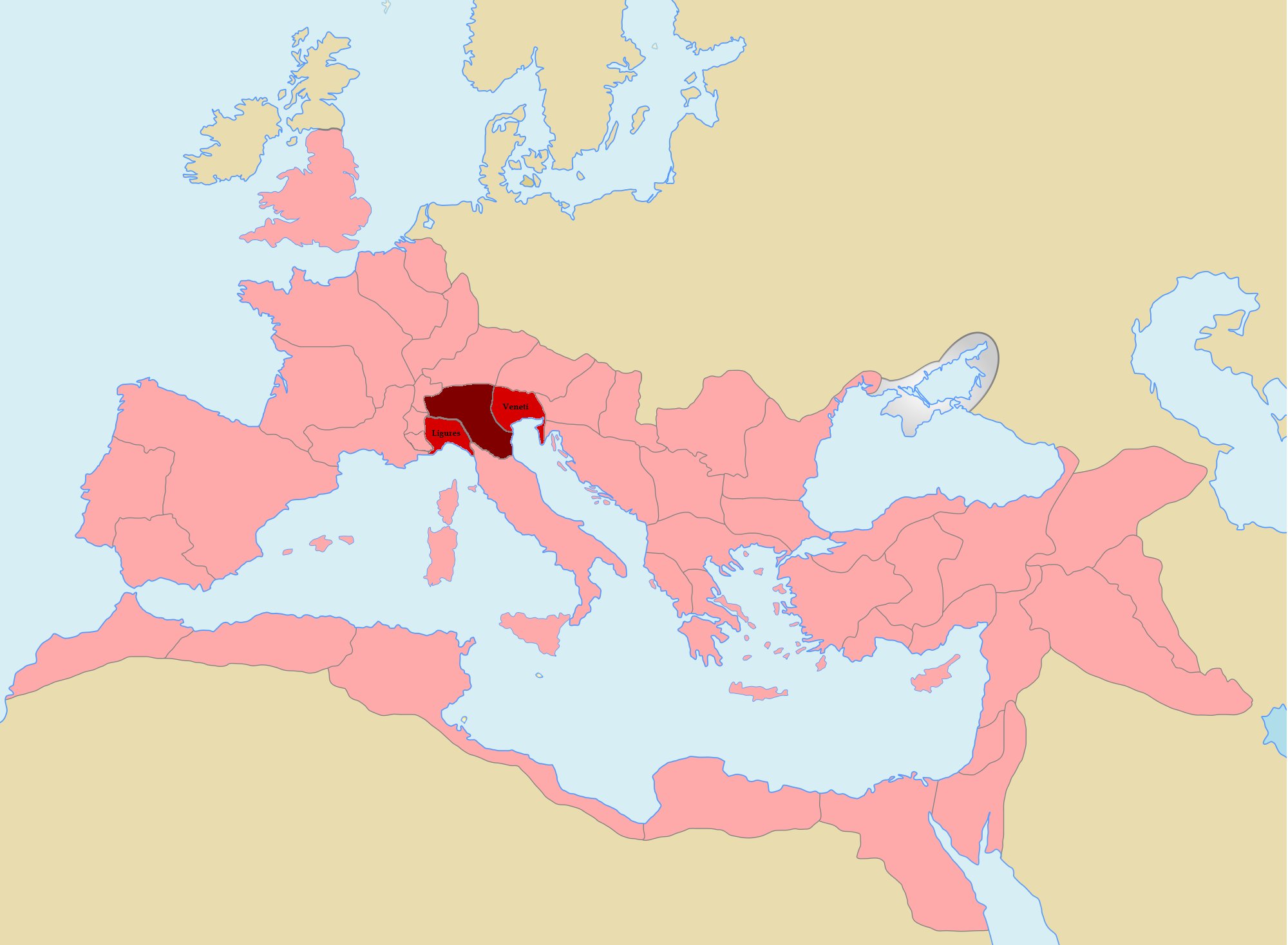
La provincia romana della Gallia Cisalpina

La presente voce contiene una lista dei governatori della provincia romana denominata Gallia Cisalpina.

Non è dato sapere il momento in cui venne dedotta la provincia romana della Gallia Cisalpina. La storiografia moderna oscilla fra la fine del II secolo a.C. e l'età sillana. Vero è che all'89 a.C. risale la legge di Pompeo Strabone ("Lex Pompeia de Gallia Citeriore") che conferì alla città di Mediolanum, e ad altre, la dignità di colonia latina.

## Storia
Nel 249 a.C. i Boi chiamarono in soccorso i Galli transalpini, innescando una nuova crisi che si concluse nel 225 a.C., l'anno in cui si registrò l'ultima invasione gallica dell'Italia.
Quell'anno, infatti, cinquantamila fanti e venticinquemila cavalieri celti varcarono le Alpi in aiuto dei Galli cisalpini (si trattava di una coalizione di Celti insubri, Boii e Gesati), e se prima riuscirono a battere i Romani presso Fiesole, vennero poi sconfitti e massacrati dalle armate romane nella battaglia di Talamone (a nord di Orbetello), spianando così a Roma la strada per la conquista del Nord.
Per la prima volta l'esercito romano poteva spingersi oltre il Po, dilagando in Gallia Transpadana: la battaglia di Clastidio, nel 222 a.C., valse a Roma la presa della capitale insubre di Mediolanum (Milano). Per consolidare il proprio dominio Roma creò le colonie di Placentia, nel territorio dei Boi, e Cremona in quello degli Insubri.
Nel dicembre del 49 a.C. Cesare con la Lex Roscia concesse la cittadinanza romana agli abitanti della provincia e nel 42 a.C. venne abolita la provincia, facendo della Gallia Cisalpina parte integrante dell'Italia romana. Nel periodo in cui fu provincia, la Gallia Cisalpina venne amministrata da un proconsole.

## Governatori provinciali
| Anno                      | Governatore romano (da fine II secolo a.C.?) | in qualità di                        | Note |
| ------------------------- | -------------------------------------------- | ------------------------------------ | --- |
| 135 a.C.                  | Sesto Atilio Serrano                         | proconsole                           | assegnato alla Gallia (Cisalpina?), dove fissò i confini fino a Vicentia ed Ateste |
| 116 a.C.                  | Lucio Cecilio Metello Diademato (?)          | proconsole                           | probabilmente fu il proconsole della Gallia (Cisalpina?) che marcò i confini tra Patavium e Ateste |
| 102–101 a.C.              | Quinto Lutazio Catulo                        | console (102) e poi proconsole (101) | ottenne il comando in Italia contro i Cimbri; si ritirò al di là del Po da posizioni fortificate lungo l'Adige nel 102 a.C.; unitosi alle forze di Gaio Mario, nel 101 a.C. proconsole sconfisse i Cimbri a Vercellae; ottenne il trionfo con Mario; costruì il Porticus Catuli con il bottino. |
| 95 a.C.                   | Quinto Muzio Scevola Pontefice               |                                      | trionfò per aver respinto i raids, sebbene fosse stato posto il veto (in modo inusuale) da parte del suo collega di consolato Lucio Licinio Crasso; abbandonò la sua provincia |
| 94 a.C.                   | Lucio Licinio Crasso                         | proconsole                           | |
| 85?–81 a.C.               | Gaio Valerio Flacco                          |                                      | Governò la Hispania Citerior e probabilmente anche quella Ulterior dal 92 a.C.; venne stabilmente posto a capo della Gallia Transalpina dall'85 a.C., se non prima, senza necessariamente abbandonare l'Hispania; fu probabilmente governatore della Cisalpina; vedi la sua carriera |
| 74–73 a.C.                | Gaio Aurelio Cotta                           |                                      | morì alla fine del 74 (o all'inizio del 73) mentre si preparava a celebrare il trionfo |
| 72 a.C.                   | Gaio Cassio Longino                          | proconsole                           | proconsole sconfitto da Spartaco presso Mutina (Modena) |
| 67–65 a.C.                | Gaio Calpurnio Pisone                        | proconsole                           | gli fu assegnato un comando proconsolare di entrambe le Gallie per sopprimere una rivolta tra gli Allobrogi; accusato nel 63 a.C. di estorsione ai danni dei Galli della Narbonensis |
| 62 a.C.                   | Quinto Cecilio Metello Celere                | proconsole                           | |
| 59 a.C.                   | Lucio Afranio                                | proconsole                           | ottenne una provincia proconsolare, ma potrebbe non averla assunta dopo |
| 58–47 a.C.                | Gaio Giulio Cesare                           | proconsole                           | grazie alla Lex Vatinia gli fu assegnata la provincia della Cisalpina per cinque anni, rinnovato poi nel 55 a.C. by the Lex Pompeia Licinia; la data esatta stabilita dalla lex del 55 a.C. è dibattuta, ma ad un certo punto nel 49 a.C. il suo rifiuto di rinunciare alla sua provincia, fu senza dubbio "fuori legge" |
| 46– primavera del 45 a.C. | Marco Giunio Bruto                           | legatus pro praetore                 | posto al comando della provincia da Cesare |
| 45–inizi del 44 a.C.      | Gaio Vibio Pansa Cetroniano                  |                                      | [ 20 ] |
| 44–43 a.C.                | Decimo Giunio Bruto Albino                   | proconsole                           | (vedi sopra gli anni 48–46 a.C.): messo come proconsole da Cesare prima della sua morte (nella quale D. Brutus prese parte), assunse il comando in seguito, agli inizi di aprile e difese la provincia con le truppes; acclamato imperator per le vittorie contro le popolazioni alpine; difese la provincia contro Marco Antonio; assediato quell'inverno in Mutina; arrestato per conto di Antonio, fu ucciso da un capo celta |
| 44–42 a.C.                | Marco Antonio                                | proconsole                           | proconsole dal 1º giugno anche della Gallia Comata del 44 a.C., probabilmente per 5 anni |